# Келвін Кейто
Келвін Кейто (англ. Kelvin Cato, нар. 26 серпня 1974, Атланта, США) — американський професіональний баскетболіст, що грав на позиції центрового за низку команд НБА.

## Ігрова кар'єра
Починав грати у баскетбол у команді Літонійської старшої школи (Літонія, Джорджія). На університетському рівні грав за команди Саут Алабама (1992—1993) та Айова Стейт (1995—1997). На першому курсі в університеті Алабами набирав 6 очок та 6 підбирань за гру. На наступний рік перейшов до університету Айови, але за правилами NCAA мусив просидіти один рік без гри. Вийшов на майданчик лише 1995 року. Граючи за нову команду, в середньому набирав 11 очок, 8 підбирань та 4 блокшоти за гру, чим допоміг команді дійти до 1/8 фіналу турніру NCAA.
1997 року був обраний у першому раунді драфту НБА під загальним 15-м номером командою «Даллас Маверікс», проте одразу був обміняний до «Портленд Трейл-Блейзерс». Захищав кольори команди з Портленда наступні 2 сезони, протягом яких набирав 3,8 та 3,5 очка відповідно.
З 1999 по 2004 рік грав у складі «Х'юстон Рокетс». У сезоні 1999—2000 демонстрував найкращу гру в кар'єрі, набираючи 8,7 очка за гру.
З приходом до команди Яо Міна, 2004 року Кейто був обміняний до «Орландо Меджик», у складі яких провів наступні 2 сезони своєї кар'єри. У своєму першому сезоні в Орландо провів 50 матчів у старті. Проте вже в наступному сезоні його ігровий час істотно зменшився, а сам він постійно боровся з травмами.
Наступною командою в кар'єрі гравця була «Детройт Пістонс», за яку він відіграв лише частину сезону 2006 року.
Останньою ж командою в кар'єрі гравця стала «Нью-Йорк Нікс», до складу якої він приєднався 2006 року і за яку відіграв один сезон.